# Bobby Combe
James Robert „Bobby“ Combe (* 29. Januar 1924 in Leith, Edinburgh; † 19. Januar 1991) war ein schottischer Fußballspieler, der zu Beginn seiner aktiven Laufbahn im Angriff und später im Mittelfeld agierte.

## Leben

### Vereinsspieler
Nach der Ausbildung bei seinem Heimatverein Inveresk Athletic wechselte der damals 17-jährige Bobby Combe zur Saison 1941/42 zum nahegelegenen Hauptstadtverein Hibernian Edinburgh, bei dem er nahezu seine gesamte Erwachsenenlaufbahn verbrachte.
Bei den Hibs spielte Combe zunächst in der Sturmreihe, bis ihm wenige Jahre später der auf derselben Position spielende Bobby Johnstone seinen bisherigen Posten streitig gemacht hatte und Combe fortan ins Mittelfeld beordert wurde.
Combe war ein Stammspieler der wohl besten Mannschaft in der Vereinsgeschichte der Hibs, die zwischen 1947/48 und 1951/52 drei ihrer insgesamt vier Meistertitel gewinnen konnten (der erste Titelgewinn datiert aus der Saison 1902/03). Darüber hinaus verpassten die Hibs in dieser Epoche zwei weitere Meistertitel nur knapp, als sie 1949/50 mit nur einem Punkt Rückstand und 1952/53 sogar nur aufgrund des schlechteren Torquotienten (1,82 gegenüber 2,05) Vizemeister jeweils hinter den Glasgow Rangers wurden.

### Nationalspieler
1948 bestritt Combe insgesamt drei Länderspieleinsätze für die
schottische Nationalmannschaft und erzielte beim 2:0-Sieg gegen Belgien am 28. April 1948 seinen einzigen Länderspieltreffer.
Außerdem gehörte Combe zum schottischen WM-Kader 1954. Die Mannschaft reiste jedoch nur mit 13 Spielern zur WM und Combe gehörte zu den anderen neun, die zu Hause blieben, so dass er folglich ohne WM-Einsatz blieb.

### Trainer
Nach dem (vorläufigen) Ende seiner aktiven Laufbahn wirkte Combe 1957 als Übungsleiter seines langjährigen Vereins. Anschließend war er in der Saison 1959/60 als Spielertrainer für den FC Dumbarton im Einsatz.

## Erfolge
- Schottischer Meister: 1948, 1951, 1952